# Communauté de communes du Pays d’Ancenis
Die Communauté de communes du Pays d’Ancenis (COMPA) ist ein französischer Gemeindeverband mit der Rechtsform einer Communauté de communes in den Départements Loire-Atlantique und  Maine-et-Loire der Region Pays de la Loire. Sie wurde am 16. Dezember 1999 gegründet und umfasst 20 Gemeinden. Der Verwaltungssitz befindet sich im Ort Ancenis-Saint-Géréon. Die Besonderheit liegt in der Département-übergreifenden Struktur der Gemeinden.

## Historische Entwicklung
Bis 2015 umfasste der Gemeindeverband 29 Gemeinden. Durch Fusionen und Bildung von Communes nouvelles wurde die Anzahl der Mitgliedsgemeinden ab 1. Januar 2016 auf 25 reduziert. Bei dieser Umorganisation wurde auch die ehemalige Gemeinde Ingrandes aus dem Département Maine-et-Loire neu integriert.
Mit Wirkung vom 1. Januar 2018 wurden die bis dahin selbstständigen Gemeinden Bonnœuvre, Maumusson, Saint-Mars-la-Jaille, Saint-Sulpice-des-Landes und Vritz zur Commune nouvelle Vallons-de-l’Erdre zusammengelegt, die in den Gemeindeverband aufgenommen wurde. Dies reduzierte die Anzahl der Gemeinden des Gemeindeverbands von 25 auf 21.
Mit Wirkung vom 1. Januar 2019 wurden die bis dahin selbstständigen Gemeinden Ancenis und Saint-Géréon zur Commune nouvelle Ancenis-Saint-Géréon zusammengelegt, die in den Gemeindeverband aufgenommen wurde. Dies reduzierte die Anzahl der Gemeinden des Gemeindeverbands von 21 auf 20.

## Mitgliedsgemeinden
| Gemeinde                                 | Einwohner 1. Januar 2022 | Fläche km² | Dichte Einw./km² | Code INSEE | Postleitzahl | Département      |
| ---------------------------------------- | ------------------------ | ---------- | ---------------- | ---------- | ------------ | ---------------- |
| Ancenis-Saint-Géréon                     | 11.346                   | 27,58      | 411              | 44003      | 44150        | Loire-Atlantique |
| Couffé                                   | 2.534                    | 39,97      | 63               | 44048      | 44521        | Loire-Atlantique |
| Ingrandes-le-Fresne-sur-Loire            | 3.069                    | 25,66      | 120              | 49160      | 49123        | Maine-et-Loire   |
| Joué-sur-Erdre                           | 2.753                    | 54,53      | 50               | 44077      | 44440        | Loire-Atlantique |
| La Roche-Blanche                         | 1.258                    | 14,82      | 85               | 44222      | 44522        | Loire-Atlantique |
| Le Cellier                               | 4.011                    | 35,99      | 111              | 44028      | 44850        | Loire-Atlantique |
| Le Pin                                   | 829                      | 24,95      | 33               | 44124      | 44540        | Loire-Atlantique |
| Ligné                                    | 5.593                    | 45,41      | 123              | 44082      | 44850        | Loire-Atlantique |
| Loireauxence                             | 7.509                    | 118,28     | 63               | 44213      | 44370        | Loire-Atlantique |
| Mésanger                                 | 4.681                    | 49,75      | 94               | 44096      | 44522        | Loire-Atlantique |
| Montrelais                               | 843                      | 13,73      | 61               | 44104      | 44370        | Loire-Atlantique |
| Mouzeil                                  | 2.004                    | 18,87      | 106              | 44107      | 44850        | Loire-Atlantique |
| Oudon                                    | 3.915                    | 22,12      | 177              | 44115      | 44521        | Loire-Atlantique |
| Pannecé                                  | 1.454                    | 30,59      | 48               | 44118      | 44440        | Loire-Atlantique |
| Pouillé-les-Côteaux                      | 1.050                    | 11,72      | 90               | 44134      | 44522        | Loire-Atlantique |
| Riaillé                                  | 2.358                    | 50,02      | 47               | 44144      | 44440        | Loire-Atlantique |
| Teillé                                   | 1.820                    | 28,55      | 64               | 44202      | 44440        | Loire-Atlantique |
| Trans-sur-Erdre                          | 1.124                    | 22,56      | 50               | 44207      | 44440        | Loire-Atlantique |
| Vair-sur-Loire                           | 4.890                    | 51,73      | 95               | 44163      | 44152        | Loire-Atlantique |
| Vallons-de-l’Erdre                       | 6.625                    | 189,21     | 35               | 44180      | 44540        | Loire-Atlantique |
| Communauté de communes du Pays d’Ancenis | 69.666                   | 876,04     | 80               | –          | –            | –                |